# Stormtroopers of Death
Gli Stormtroopers of Death (noti anche come S.O.D.) sono stati un gruppo musicale crossover thrash statunitense formato a New York nel 1985 per iniziativa di tre dei quattro membri degli Anthrax.
Sono considerati tra i pionieri del crossover thrash, assieme a Suicidal Tendencies e Dirty Rotten Imbeciles.

## Storia

### La formazione
Nell'autunno del 1985 Scott Ian, negli studi di registrazione del secondo album degli Anthrax (band in cui è chitarrista e fondatore) Spreading the Disease (1985) finì presto di registrare le tracce di chitarra, si trovò molto tempo libero a disposizione e si mise a disegnare fumetti, tra cui uno scheletro vivente che fuma un sigaro ed odia tutto e tutti, lo chiamò "Sergente D" e iniziò a scrivere lo slogan Speak English or Die. Scott, impaziente che gli altri finissero di registrare Spreading the Disease, chiamò l'ex bassista degli Anthrax, Dan Lilker, gli chiese se avesse voglia di formare un progetto Hardcore punk che aveva in mente da tempo,  Dan accettò. Chiamarono Billy Milano come cantante (un roadie degli Anthrax), e alla batteria il batterista degli Anthrax Charlie Benante, crearono così gli Stormtroopers Of Death. Formato il gruppo, registrarono un demo di 59 canzoni dal titolo Crab Society North ed iniziarono a lavorare ad un album per la Megaforce Records di Johnny Zazula. Il disco, intitolato Speak English or Die, fu registrato e mixato in soli tre giorni ed è spesso riconosciuto come uno degli album fondamentali del crossover thrash. Tuttavia alcuni brani come "Fuck the Middle East" (Fanculo il Medio Oriente) crearono anche diverse polemiche attorno alla figura di Billy Milano, accusato di fascismo, accuse sempre smentite dal cantante italoamericano.

### Le attività dal vivo
Poi nel 1985 la band girò in tour facendo da warm-up, tra gli altri, per Motörhead e The Plasmatics. Tuttavia il seguito del primo album, programmato come USA for S.O.D., non fu mai registrato. Dopo la fine del tour, Lilker entrò nei Nuclear Assault, mentre Benante e Ian continuarono con gli Anthrax. Milano formò i M.O.D. e il loro primo album, U.S.A. for M.O.D., comprende molti testi scritti da Ian, oltre ad una versione alternativa di Aren't You Hungry, una canzone dei S.O.D. che verrà registrata soltanto successivamente.
Il gruppo si riunì per un solo concerto a New York nel 1992, per festeggiare i 10 anni della Megaforce Records con Morbid Angel e Agnostic Front, da cui fu tratto l'album Live at Budokan. Il disco contiene molte tracce provenienti dagli album, alcune dai demo e cover di Ministry, Nirvana e Fear.
Nel 1997 gli Stormtroopers of Death si riunirono di nuovo in occasione della Milwaukee Metal Fest. Poi la band suonò il suo primo concerto europeo al With Full Force festival in Germania, e nel 1999 fu pubblicato il secondo album studio, Bigger Than the Devil, pubblicizzato con un tour. Bigger Than the Devil comprende anche la versione originale di Aren't You Hungry.

### I primi anni 2000 e lo scioglimento
Nel 2001 fu pubblicato il DVD Speak English or Live. Esso comprende, oltre al video di Live at Budokan, anche un concerto in Germania e contenuti extra. L'anno dopo uscì l'album video Kill Yourself: The Movie. Nel 2002 il gruppo comunicò il proprio scioglimento tramite il bassista Danny Lilker.
Nell'agosto del 2007, il gruppo ha pubblicato il suo terzo album, Rise of the Infidels. per conto della  Megaforce Records. A quanto dichiarato da Milano, tale EP di live e inediti è l'ultima pubblicazione del gruppo.

### La riformazione comeUnited Forces
Negli anni successivi allo scioglimento, emersero alcuni pesanti litigi tra Billy Milano e i membri degli Anthrax, in particolare Scott Ian. Ciò di fatto smentiva le possibilità di una reunion del gruppo, voci tra l'altro confermate dallo stesso Milano. Nonostante ciò, un riavvicinamento tra il cantante e Dan Lilker intorno al 2011 ha dato luogo alla nascita di nuove voci sul presunto ritorno della band. Nell'agosto del 2012, i due musicisti vengono invitati ad esibirsi ad un concerto dei Municipal Waste, suonando una cover di United Forces. Il 24 dicembre del 2012 Billy Milano annuncia di aver riformato i SOD sotto il nome di United Forces (i diritti sul nome appartengono infatti a Scott Ian), senza appunto Ian e Charlie Benante, sostituiti rispettivamente da Anton Reisenegger e Nicholas Barker. Il gruppo ha tenuto il suo primo concerto il 26 febbraio del 2013, e in seguito ha annunciato la registrazione di nuovo materiale.

## Formazione
- Scott Ian - Chitarra (Anthrax)
- Dan Lilker - Basso (ex-Anthrax, Nuclear Assault, Brutal Truth)
- Charlie Benante - Batteria (Anthrax)
- Billy Milano - Voce (M.O.D., United Forces, Mastery)

## Discografia

### Album in studio
- 1985 - Speak English or Die
- 1999 - Bigger Than the Devil

### Album dal vivo
- 1992 - Live at Budokan
- 2009 - Official Live Bootleg

### Demo
- 1985 - 1985 Reharsal
- 1985 - Crab Society North

### EP e Singoli
- 1999 - Bigger then the Devil / Kill the Asshole (singolo)
- 1999 - Seasoning The Obese (singolo)
- 2007 - Rise of the Infidels (EP)
- 2019 - Fuck The Middle East (singolo)

### Split
- 1995 - Megaforce Worldwide - Volume One (con Anthrax, M.O.D., Skatenigs, Nudeswirl, Sweaty Nipples)
- 1999 - Stormtroopers of Death/Yellow Machinegun (con gli Yellow Machinegun)
- 2015 - Milk (con i Deftones)

### Altre apparizioni
- 1985 - From The Megavault
- 1991 - Deeper Into The Vault
- 1993 - Crossover
- 1998 - Stars On Thrash
- 1999 - Suburban Open Air '99
- 1999 - Death Is Just The Beginning Vol. 5
- 1999 - Dynamit Vol. 16
- 1999 - Nuclear Blast Soundcheck Series Vol. 18
- 2000 - A Tribute to the Scorpions
- 2000 - Death Is Just The Beginning Vol. 6
- 2001 - New York's Hardest Vol. 3
- 2002 - Death Is Just The Beginning Vol. 7

### Video/DVD
- 1992 - Live at Budokan (VHS)
- 2001 - Kill Yourself: The Movie (DVD e VHS)
- 2001 - Speak English or Live (DVD)
- 2005 - 20 Years of Dysfunction (DVD e CD)
- 2007 - Live at the Fenix (DVD)